# Conjo Vasilev
Conjo Vasilev (bulharskou cyrilicí Цоньо Димитров Василев; 7. ledna 1952 Tărgovište – 2. června 2015, Šumen) byl bulharský fotbalista, obránce.

## Fotbalová kariéra
Na Mistrovství světa ve fotbale 1974 nastoupil v utkáních proti Švédsku a Uruguayi. Celkem za bulharskou reprezentaci nastoupil v letech 1973-1981 v 37 utkáních a dal 2 góly. V bulharské lize hrál za CSKA Sofia a FK Šumen. S CSKA Sofia získal v letech 1975, 1976, 1980 a 1981 mistrovský titul. V Poháru mistrů evropských zemí nastoupil v 16 utkáních, v Poháru vítězů pohárů nastoupil ve 2 utkáních a v Poháru UEFA nastoupil v 6 utkáních.